# Shergottyt
Shergottyt – typ meteorytu kamiennego należącego do achondrytów. Jest skałą magmową. Nazwa tej grupy meteorytów pochodzi od meteorytu Shergotty, który spadł 25 sierpnia 1865 roku w miejscowości Shergotty w Indiach. Shergottyty wchodzą w skład podgrupy achondrytów nazywanej też SNC, do której zaliczają się jeszcze nakhlity i chassignity. Badania meteorytów zaliczanych do shergottytów wykazały, że pochodzą one z powierzchni Marsa i powstały ze skał bazaltowych przeobrażonych pod wpływem uderzenia. 